# Njabulo Blom
Njabulo Blom (Dobsonville, 11 dicembre 1999) è un calciatore sudafricano, difensore del Nam Định.

## Caratteristiche tecniche
È un difensore centrale.

## Carriera

### Club
Ha giocato nella prima divisione sudafricana con il Kaizer Chiefs.

### Nazionale
Con la nazionale Under-20 sudafricana ha preso parte al campionato mondiale di calcio Under-20 2019.
Nel 2021 ha esordito in nazionale maggiore.

## Palmarès

### Club

#### Competizioni nazionali
- Coppa del Sudafrica: 1

Kaizer Chiefs: 2024-2025